# Sha'Carri Richardson
Sha'Carri Richardson (Dallas, 25 de março de 2000) é uma velocista norte-americana, especialista nos 100 e 200 m rasos. É a atual campeã mundial dos 100 m rasos.
No Campeonato Mundial de Atletismo de 2023 em Budapeste, Hungria, ela superou as jamaicanas Shericka Jackson e Shelly-Ann Fraser-Pryce, favoritas para a prova dos 100 m rasos, e se tornou campeã mundial, com o tempo de 10.65, novo recorde da competição. Outra medalha de ouro foi conquistada no revezamento 4x100 metros. Nos 200 m rasos, ela ficou com a medalha de bronze – 21s92 – atrás da jamaicana Jackson e da compatriota Gabby Thomas.
Em Paris 2024 ela conquistou sua primeira medalha olímpica, uma prata nos 100 metros rasos. No último dia do atletismo em pista, integrou o revezamento 4x100 m norte-americano e ganhou a medalha de ouro junto com Gabrielle Thomas, Melissa Jefferson e Twanisha Terry.